# John Grinder
John Thomas Grinder ml.  (/ˈɡrɪndər/ GRIN-dər), ameriški jezikoslovec, pisec, svetovalec za vodenje podjetij, trener in govorec, * 10. januar 1940, Detroit, Michigan, Združene države Amerike.
Poleg Richarda Bandlerja je zaslužen za razvoj nevrolingvističnega programiranja. Je sopredsednik podjetja Quantum Leap Inc., katerega je ustanovila njegova partnerica Carmen Bostic St. Clair leta 1987 (Grinder se je pridružil leta 1989) in se ukvarja s poslovnim svetovanjem. Grinder in Bostic St. Clair pa poleg tega izvajata tudi delavnice in seminarje na področju NLP-ja v mednarodnem prostoru.

## Življenje in delo
Grinder je v zgodnjih 1960-ih diplomiral iz psihologije na Univerzi San Francisca. Zatem je vstopil v kopensko vojsko Združenih držav Amerike, kjer je med hladno vojno v Evropi služil kot stotnik v Specialnih silah, potem pa je delal za Obveščevalno agencijo Združenih držav Amerike. V poznih 1960-ih se je vrnil na fakulteto na študij jezikoslovja ter leta 1971 zaključil doktorski študij na Univerzi Kalifornije v  San Diegu.  Njegovo disertacijo z naslovom On Deletion Phenomena in English je leta 1976 izdala založba Mouton.
V zgodnjih 1970-ih je Grinder deloval v laboratoriju Georgea A. Millerja Univerzi Rockefeller, po doktoratu pa se je zaposlil kot profesor asistent na jezikoslovni fakulteti na Univerzi Kalifornije, Santa Cruz (UCSC). Posvetil se je raziskovanju ter poučevanju na dodiplomskem in podiplomskem študiju. Njegove raziskave so temeljile na teorijah pretvorbene slovnice Noama Chomskega, še posebej na skladnji in fenomenu izbrisa. S Paulom Postalom je objavil več raziskovalnih del o skladenjski strukturi vezani na "manjkajoče predhodnike" oziroma parazitske vrzeli vezane na zaimke. Trdita, da je skladenjska struktura izbrisanega glagola (VP) popolna.  Edward Klima, mentor Grinderja in Postala na UCSC, se je priključil zgodnjemu razvoju generativne semantike.
Grinder je s Suzette Elgin postal soavtor jezikoslovnega učbenika z naslovom A Guide to Transformational Grammar: History, Theory, Practice. Leta 2005 je s Tomom Mallojem in Carmen Bostic St Clair v akademski reviji Cybernetics and Human Knowing objavil Steps to an Ecology of Emergence.

## Razvoj nevro-lingvističnega programiranja (NLP)
Leta 1972 (med Grinderjevim delom na UCSC) je h Grinderju pristopil Richard Bandler, dodiplomski študent psihologije, in sicer glede pomoči na določenih področjih modeliranja Gestalt terapije. Bandler in njegov dober prijatelj Frank Pucelik sta porabila veliko časa za snemanje in obdelavo posnetkov Fritza Pearlsa (ustanovitelja Gestalt terapije) in se med intenzivnimi skupinskimi terapijami implicitno naučila Gestalt terapije. Grinder je čez nekaj časa bil povabljen k sodelovanju pri skupinskih debatah. Po začetnem tihem opazovanju je Grinder sčasoma pristopil k Bandlerju in Puceliku s svojimi opažanji in vprašanji. Pustil je ogromen vtis na Pucelika in kasneje bil imenovan kot "pravi genij". Bandler in Pucelik sta Grinderja povabila k sodelovanju, kar je postopoma vodilo do tesne ekipe. Čeprav so bili Bandler, Grinder in Pucelik vodilna sila, je v njej sodelovalo več študentov, ki so po mnenju Pucelika prispevali "hudičevo veliko". Konec koncev so vse te neplačane ure raziskovanja močno prispevale k oblikovanju metasodobnega NLP-ja.
Tako sta Grinder in Bandler modelirala več kognitivno vedenjskih vzorcev terapevtov, na primer Pearlsa in vodilno osebnost družinske terapije, Virginio Satir, kasneje pa tudi vodilno osebnost hipnoze in psihiatrije Miltona Ericksona. Rezultat tega so bile izdane  knjige: The Structure of Magic 2. in 2. del (1975, 1976), Patterns of the Hypnotic Techniques of Milton H. Erickson 1. in 2. del (1975, 1977) in Changing With Families (1976). Ta dela so zasnovala osnovno metodologijo, ki je postala temelj nevro-lingvističnega programiranja.
Trojica je začela prirejati seminarje in voditi skupine, ki so služile kot prostor za urjenje in testiranje novo odkritih vzorcev, hkrati pa priložnost za prenos spretnosti udeležencem. Na podlagi transkriptov iz seminarjev je bilo izdanih več knjig, vključno s knjigo Frogs into Princes (1979). V tem obdobju je bila povabljena k sodelovanju kreativna skupina študentov, kot so Robert Dilts, Leslie Cameron-Bandler, Judith DeLozier, Stephen Gilligan in David Gordon (Bandler, Grinder in Pucelik so jih po diplomiranju prve generacije imenovali za drugo generacijo sooblikovalcev).
Leta 1977 je Bandler predlagal, da Pucelika iz osebnih razlogov izločijo iz skupine, s čimer so se soglasno strinjali. Nedolgo zatem so se Bandler, Grinder in njuna skupina sodelavcev ostro razšli in tako zaključili s sodelovanjem. Zatem se je mnogo članov skupine podalo na samostojno pot in NLP peljalo v svojo smer. Nekatere Bandlerjeve in Grinderjeve knjige so se zaradi pravnih težav prenehale tiskati. Structure I & II in Patterns I & II - knjige, ki veljajo za temelj področja - so bile kasneje ponovno izdane. Bandler je poskušal legalno zaščititi izraz nevro-lingvistično programiranje (NLP), ki pa je bilo prepoznano kot splošni izraz in ga zaradi tega ni bilo mogoče uporabiti za ime zaščitene blagovne znamke. Grinder in Bandler sta rešila spore okrog leta 2001 in tako naredila prostor za nadaljnji razvoj NLP-ja kot zakonitega področja dela.

### "New code" NLP
Glavni članek: New Code of NLP
Med letoma 1982 in 1987 sta Grinder in Judith DeLozier pod močnim vtisom antropologa in sistemskega teoretika Gregoryja Batesona, ki se je močno osredotočal na ekologijo kot psihološki konstrukt, sodelovala pri razvoju "New code" NLP-ja. (Grinder in Bateson sta se spoznala v 1970-ih med sodelovanjem s Kresge kolidžem na Univerzi Kalifornije, Santa Cruz). Grinder in Delozier sta predstavila estetski okvir za "klasično kodo" NLP-ja, ki pojasnjuje vključenost ekologije in nezavednega v njunem delu v zvezi s spremembami v NLP-ju. v NLP-ju "ekologija" predstavlja spoštovanje integritete sistema kot celote ko se v sistem uvajajo spremembe; "sistem" pa v tem primeru sestavlja človekov model sveta in posledice tega modela v njegovem okolju. V praksi upoštevanje tega zajema vprašanja, kot so: "Katere so predvidene posledice te spremembe?", "Katere druge posledice bi lahko imele te spremembe in ali so te posledice zaželene?" in "Ali je ta sprememba še vedno dobra ideja?".
Seminarji so bili transkribirani in objavljeni leta 1987 kot Turtles All the Way Down; Prerequisites to Personal Genius.
John Grinder in Carmen Bostic St Clair sta dalje razvijala "New code" NLP. (Bostic St Clair je ustanovila Quantum Leap Inc., podjetje, ki se ukvarja s kulturnimi spremembami in svetovanjem). Grinder in Bostic St Clair nadaljujeta z javnimi NLP seminarji v mednarodnem prostoru od leta 2014. Leta 2001 je Grinder skupaj z Bostic St Clair izdal Whispering in the Wind, "z naborom priporočil o tem, kako specifično lahko NLP izboljša svojo prakso in zavzame pripadajoči položaj kot znanstveno podkrepljeno področje z natačnim fokusom na modeliranju ekstremov človekovega vedenja: odličnosti in uspešnih ljudi, ki jim dejansko uspe". Grinder se od takrat naprej močno zavzema, da se področje ponovno začne posvečati temu, kar verjame, da je jedro NLP-ja: modeliranju.

### Jezikoslovje
- John Grinder (1969). "Conjunct splitting in Samoan". Linguistic Notes from La Jolla (La Jolla, CA). University of California, San Diego, Dept. of Linguistics. 2: 46–79. OCLC 16334022.
- John Grinder (1970). "Super Equi-NP Deletion". Papers from the Sixth Regional Meeting, Chicago Linguistic Society. University of Chicago. pp. 297–317.
- John Grinder (1971). "On Deletion Phenomena in English". Dissertation Abstracts: Section A. Humanities and Social Science (PhD. linguistics). 32: 2077A. University of California, San Diego. OCLC 17641707.
- John Grinder, Paul Postal (1971). "A Global Constraint on Deletion". Linguistic Inquiry. MIT Press. 2 (1): 110–112. JSTOR 4177614.
- Grinder (1971). "Double Indices". Linguistic Inquiry. MIT Press. 2 (4): 572. JSTOR 4177667.
- Grinder (1971). "Chains of Co-reference". Linguistic Inquiry. MIT Press. 2 (2): 183–202. JSTOR 4177624
- John Grinder, Paul Postal (Summer 1971). "Missing Antecedents". Linguistic Inquiry. MIT Press. 2 (3): 269–312. JSTOR 4177639
- John Grinder (1971). "A Reply to Super Equi-NP Deletion as Dative Deletion". In Douglas, A. Papers from the Seventh Regional meeting, Chicago Linguistic Society. Chicago, Illinois. pp. 101–111.
- Grinder (1972). "On the Cycle in Syntax". In John P. Kimball. Syntax and Semantics I. New York, Academic Press. pp. 81–112.
- John Grinder, Suzette Elgin (1975). "Bully for Us". Syntax and Semantics. Los Angeles, CA: Academic Press. 4: 239–47.
- John Grinder, Suzette Elgin (1973). A Guide to Transformational Grammar: History, Theory, Practice. Austin, TX: Holt, Rinehart and Winston. ISBN 0-03-080126-5
- Grinder (1976). "On deletion phenomena in English". Janua linguarum. Series minor. The Hauge: Mouton. ISBN 90-279-3005-8 OCLC 2807166.

### Recenzije in razprave drugih
- Frank H. Nuessel, Jr. (1974). "Review: Grinder, J., and Elgin, S., (1973) A Guide to Transformational Grammar: History, Theory, Practice". The Modern Language Journal. Blackwell. 58 (5): 282–283. DOI: 10.2307/325052 JSTOR 325052. Archived from Citation retrieved from Blackwell the original Check |url= value (help) on 2012-09-30.
- Gary Prideaux (1974). "Review: A Guide to Transformational Grammar: History, Theory, Practice". The Canadian Journal of Linguistics. 19 (2): 193–205.
- Xohrab, P. D. (1986). "Verbal-phrase anaphora: linguistics or cognitive science?". Studies in Language. 10 (2): 425–447. DOI: 10.1075/sl.10.2.07zoh

### Nevro-lingvistično programiranje
- Bandler, Richard; John Grinder (1975a). The Structure of Magic I: A Book About Language and Therapy. Palo Alto, CA: Science and Behavior Books. ISBN 0-8314-0044-7
- Bandler, Richard; John Grinder (1975b). The Structure of Magic II: A Book About Communication and Change. Palo Alto, CA: Science and Behavior Books. ISBN 0-8314-0049-8
- Satir, Virginia; Grinder, John; Bandler, Richard (1976). Changing with Families: a book about further education for being human. Palo Alto, CA: Science and Behavior Books. ISBN 0-8314-0051-X
- Grinder, John; Richard Bandler (1976). Patterns of the Hypnotic Techniques of Milton H. Erickson, M.D. Volume I. Cupertino, CA: Meta Publications. ISBN 1-55552-052-9
- Grinder, John; Richard Bandler; Judith Delozier (1977). Patterns of the Hypnotic Techniques of Milton H. Erickson, M.D. Volume II. Cupertino, CA: Meta Publications. ISBN 1-55552-053-7
- John Grinder; Richard Bandler (1979). Frogs into Princes: Neuro Linguistic Programming. Moab, UT: Real People Press. pp. 194 pp. ISBN 0-911226-19-2
- Dilts, Robert; John Grinder; Richard Bandler; Leslie Cameron-Bandler; Judith Delozier (1980). Neuro-Linguistic Programming: Volume I: The Study of the Structure of Subjective Experience. Scotts Valley, CA: Meta Publications. ISBN 0-916990-07-9
- Grinder, John.; Richard Bandler; Connirae Andreas (ur.) (1981). Trance-Formations: Neuro-Linguistic Programming and the Structure of Hypnosis. Moab, UT: Real People Press. ISBN 0-911226-23-0
- Grinder, John.; Richard Bandler (1983). Reframing: Neuro-linguistic programming and the transformation of meaning. Moab, UT: Real People Press. ISBN 0-911226-25-7
- Grinder, John; Frank Pucelik (ur.) (2013). Origins of Neuro Linguistic Programming. Crown House. p. 288. ISBN 978-1845908584

### "New Code" NLP
- Grinder, John; Judith DeLozier (1987). Turtles All the Way Down: Prerequisites to Personal Genius. Scotts Valley, CA: Grinder & Associates. ISBN 1-55552-022-7
- Grinder, John; Michael McMaster (1993). Precision: A New Approach to Communication: How to Get the Information You Need to Get Results. Scotts Valley, CA: Grinder & Associates. ISBN 1-55552-049-9
- Charlotte Bretto Milliner; John Grinder; Sylvia Topel (ur.) (1994). Leaves before the wind: leading edge applications of NLP. Scotts Valley, CA: Grinder & Associates. ISBN 1-55552-051-0
- Carmen Bostic St Clair; John Grinder (2001). Whispering in the Wind. Scotts Valley, CA: J & C Enterprises. ISBN 0-9717223-0-7
- Tom Malloy; Carmen Bostic St Clair; John Grinder (2005). "Steps to an ecology of emergence" (PDF). Cybernetics and Human Knowing. 11 (3): 102–119. Archived from the original (PDF) on 2006-09-21.